# Synchysite-(Ce)
La synchysite-(Ce) è un minerale.